# Neomeoneurites dissitus

Neomeoneurites dissitus  (лат.) — вид двукрылых насекомых рода Neomeoneurites из семейства Carnidae. Южная Америка, Аргентина.

## Описание
Мелкие мухи, длина 2,4 мм. Общая окраска коричнево-чёрная. Усики и брюшко чёрные. Скутум блестящий чёрный. Второй вид рода Neomeoneurites. От ранее описанного вида Neomeoneurites chilensis Hennig, 1972 (Чили) отличается двумя парами скутеллярных щетинок. Глаза овальные. Лоб с одной передней и 3 задними орбитальными щетинками. Глаза округлые. Усики разделены вдоль средней линии широким медиальным килем. Жилки R4+5 и M1 сближаются около вершины; костальный сектор между жилками R2+3 и R4+5 длиннее, чем сектор между R4+5 и M. Стерниты 6 и 7 асимметричные, смещены в левую сторону. Вид был впервые описан в 1994 году канадским диптерологом Терри Уилером (Terry A. Wheeler; Онтарио, Канада).